# Восточный Донбасс

Восточный Донбасс на схеме(районы с 21 по 30)

Восточный Донбасс — угледобывающий регион, российская часть Донецкого каменноугольного бассейна. Расположен в северо-западной части Ростовской области и прилегающих районах Украины (восток Луганской области).

## Общие сведения
На территории Восточного Донбасса добыча угля подземным способом началась с конца XVIII века. На Грушевском месторождении (Грушевские копи) уже к 1844 работало около 80 шахт с годовым объёмом добычи около 15 тыс. тонн. Истинный расцвет угледобычи в Восточном Донбассе происходил в 30-е, 40-е и послевоенные годы XX века, когда годовые объёмы добычи угля достигали 30 и более млн тонн. Добычу вели два крупных производственных объединения: «Ростовуголь» и «Гуковуголь».
Большинство шахт региона эксплуатировалось длительное время, отработало благоприятные запасы, что негативно повлияло на себестоимость добытого угля. При реструктуризации угольной отрасли, с 1995 по 2022 годы количество действующих шахт Восточного Донбасса сократилось с 64 до 5. Ещё 4 шахты находятся на консервации или реконструкции.
По состоянию на начало 2023 года на территории Ростовской области производственную деятельность осуществляет 6 угольных компаний, которые управляют в целом 9 действующими шахтами.
- Компания «Русский уголь» управляет 8 шахтами и 3 обогатительными фабриками. Из них действуют 5 шахт и 2 обогатительные фабрики, одна шахта законсервирована, ещё одна находится в режиме поддержания жизнедеятельности.
- На шахте «Западная» и обогатительной фабрике ЦОФ «Донецкая» запущен процесс ликвидации.
- «Донской уголь» ведёт добычу угля сданной в эксплуатацию в 2007 году шахты «Шерловская-Наклонная» и завершает корректировку проектно-сметной документации строительства шахты «Обуховская № 1» с обогатительной фабрикой.
- «Южная угольная компания» управляет действующей шахтой «Садкинская», законсервированной шахтой № 37 и обогатительной фабрикой ЦОФ «Гуковская».
- Компания «Шахта Восточная» осуществляет добычу угля на шахте «Восточная».
- Компания «Антрацит» ведёт горные работы на одноимённой шахте.
- «Ростовская угольная компания» занимается строительством шахты «Быстрянская № 1-2».

По действующим шахтным фондом Восточного Донбасса (с учётом шахт, находящихся в режиме консервации и поддержания жизнедеятельности) промышленные запасы угля составляют более 330 млн тонн. Угольные компании области приобрели лицензии на отработку участков угля с суммарными запасами 592 млн тонн (распределённый фонд). Кроме того, для возможного освоения в нераспределенном фонде числится более 2,1 млрд тонн запасов угля. Доля антрацитов в них составляет более 90 %. По прогнозам, на севере области, на миллеровской угленосной площади, залегает свыше 2 млрд тонн энергетического угля: бурого и длиннопламенного. Из этих запасов на участке «Северная» разведывательными работами подтверждено 143 млн тонн. Суммарная производственная мощность действующих угольных шахт составляет около 8 700 000 тонн горной массы в год. Вместе с тем, слабо метаморфизованный уголь северных участков относят к «солёному» — с повышенным содержанием солей NaCl и KCl.
В 2011 году угольными предприятиями Ростовской области было добыто 5,28 млн тонн угля.
В 2021 году добыча угля составила 7,3 млн тонн (что стало рекордом за предыдущие 20 лет), в 2022 году — 5,94 млн тонн.
В 2023 году все угледобывающие компании Ростовской области суммарно добыли 5,4 млн тонн угля.

## Шахтёрские города
- Гуково
- Донецк
- Зверево
- Каменск-Шахтинский
- Новошахтинск
- Шахты
- Красный Сулин